# SRJ 54–55
Die schwedischen Elektrolokomotiven SRJ 54–55 wurden 1946 für Stockholm–Roslagens Järnvägar (SRJ) gebaut.

## Geschichte
Die beiden Lokomotiven wurden 1946 von ASEA gebaut und nach der Ablieferung auf den elektrifizierten Streckenabschnitten der Gesellschaft eingesetzt.
Die Achslast aller vier Achsen beträgt je neun Tonnen, das Bremsgewicht in der Stellung „P“ 29 Tonnen. Die Lokomotive kann einen Kurvenradius von 90 m durchfahren. Das Übersetzungsverhältnis beträgt 15:70, die Heizspannung für die Heizung der Reisezugwagen 1500 V bei maximal 80 A. Die automatische Bremse arbeitet nach dem System Knorr, ferner ist eine Schraubenhandbremse vorhanden.

## SJ Bdp
Im Zuge der allgemeinen Eisenbahnverstaatlichung wurde die SRJ am 1. Juli 1951 verstaatlicht und am 1. Juli 1959 mit allen ihren ehemaligen Tochtergesellschaften in die staatliche Eisenbahngesellschaft Statens Järnvägar eingegliedert. Dabei wurden die beiden Lokomotiven übernommen und erhielten die Betriebsnummern Bdp 3254–3255.

## SL Bdp

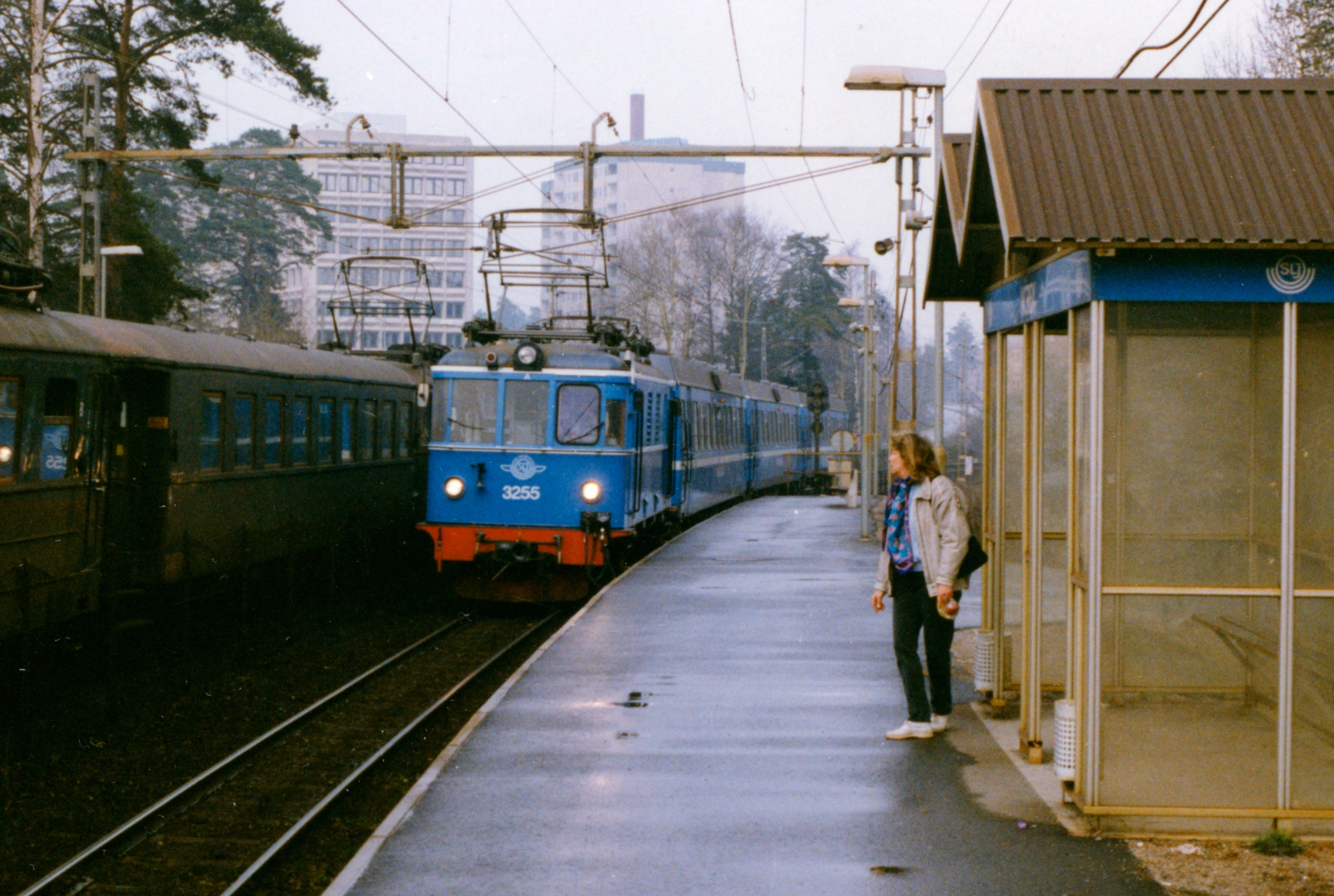
Roslagsbanan, RB 3255, 6. April 1991

Am 1. Mai 1972 übergaben SJ die zu diesem Zeitpunkt noch verbliebenen elektrifizierten Strecken südlich von Rimbo mitsamt den Fahrzeugen an Storstockholms Lokaltrafik (SL). SL betreibt auf diesen Strecken Regionalverkehr unter dem Namen Roslagsbanan, der umgangssprachlichen Bezeichnung für das ehemalige Gesamtnetz.
Die beiden Lokomotiven wurden mit gleichbleibenden Betriebsnummern im Reisezugdienst eingesetzt, bis sie durch die Triebzüge des Typs SL X10p ersetzt wurden und am 12. Mai 1994 aus dem Regelbetrieb ausschieden. Sie dienten noch einige Jahre als Dienstfahrzeuge.
Die Lokomotive 3254 wurde 2009 an Stockholms spårvägsmuseum (Stockholmer Straßenbahnmuseum) übergeben, die 3255 erhielt die Museiföreningen Stockholm-Roslagens Järnvägar (SRJmf) in Faringe, wo die Lokomotive auf dieselelektrischen Antrieb für den Einsatz auf der Upsala–Lenna Jernväg umgebaut werden sollte.